# エンチラーダ

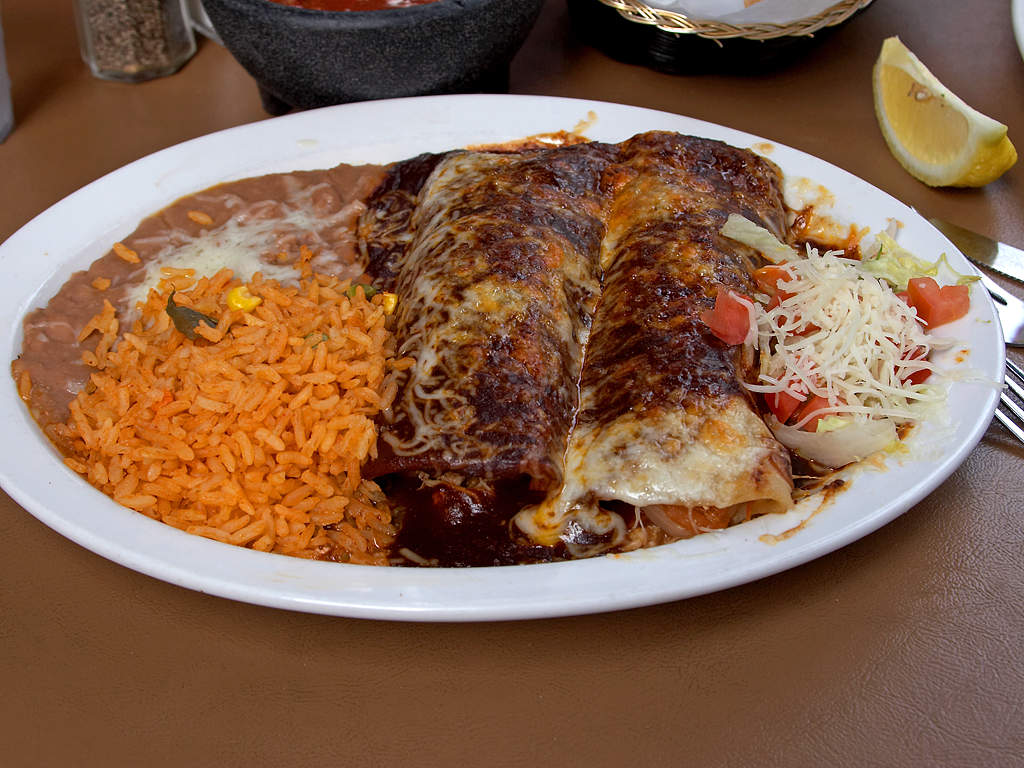
サンディエゴ、オールドタウンのエンチラーダのモーレ添え

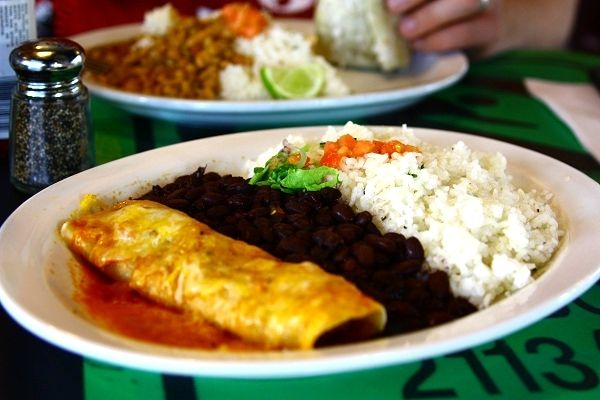
エンチラーダ（ライムライスとブラックビーンズ添え）

エンチラーダ（西: enchilada）は、トウモロコシのトルティーヤを巻いてフィリング（具材）を詰め、唐辛子のソースをかけた料理。複数形のエンチラーダス、またインチラーダ、インチラーダスとも表記される。フィリングには肉、チーズ、豆、ジャガイモ、野菜、魚介やそれらの組み合わせ等、様々な具材が使われる。

## 語源
レアル・アカデミア・エスパニョーラが定義するエンチラーダとは、エルサルバドル、グアテマラ、ホンジュラス、メキシコ、ニカラグア等で使われる言葉で、「トウモロコシのトルティーヤに肉を詰めて巻き、トマトと唐辛子のソースをかけたもの」を意味する。enchilada という言葉は、スペイン語で「唐辛子を加える」という意味の enchilar という動詞の過去分詞である。

## 歴史
エンチラーダは、メキシコに由来する。人類学的な証拠によって、メキシコ盆地に住んでいた人々は小さな魚を包んだトルティーヤを食べていたことが分かっている。スペインのコンキスタドールのベルナル・ディアス・デル・カスティリョは、コヨアカンでエルナン・コルテスにもてなされた宴で、トウモロコシのトルティーヤで料理が出されたことについて記している。（現地の人々は、平たいコーンのパンを tlaxcalli と呼んでいたが、スペイン人が tortilla という名前を与えた。）19世紀には、1831年に出版されたメキシコ最初の料理書『El cocinero mexicano』や1845年に出版された『Diccionario de Cocina』の中にエンチラーダについての記述が見られる。

## 種類
主にソース、フィリング、形によって、いくつもの種類のエンチラーダがある。
- オリジナル：メキシコのストリートフードとして誕生した当初のものは、フィリングはなく、単純にトルティーヤを唐辛子のソースにつけるものだった[9][10]。
- Enchiladas con chili colorado: 乾燥した赤唐辛子を磨り潰してソースに用いた、伝統的な赤いソースをかけるエンチラーダ。唐辛子を加えたトマトベースのソースを用いることもある[11]。
- Enchiladas verdes: トマティロと緑唐辛子を用いた緑色のソースを用いたエンチラーダ。
- Enchiladas suizas: suiza はスイスを意味し、ベシャメルソース等のクリームベースのソースをかけた料理を指す。スイスからメキシコへの移民によって広められた[12]。
- Enchiladas con mole: モーレをかけたもの。
- Enchiladas montadas: 平らなトルティーヤにフィリングを挟んだもので、目玉焼きが乗せられる。赤か緑のソースをかける。ニューメキシコ州で食べられる[13]。
- テキサス州中南部では、グレービーをかけたエンチラーダに人気がある。フィリングにはチーズか牛肉を詰め、トッピングとしてチーズを乗せる。

## フィリング、トッピング、付け合わせ
- フィリングには、鶏肉、牛肉、豚肉、魚介、チーズ、ジャガイモ、野菜やそれらの組み合わせを用いる。
- トッピングや付け合わせとしては、チーズ、サワークリーム、レタス、オリーブ、刻みタマネギ、唐辛子、コリアンダー等を用いる。
- 上に目玉焼きを乗せたものは enchilada montada と呼ばれる。
- チリソースの代わりにフリホレスを用いたものは エンフリホラーダ（enfrijolada） と呼ばれる[14][15]。
- チリソースの代わりにモーレを用いたものはエンモラーダ（enmolada） と呼ばれる。
- チリソースの代わりにトマトソースを用いたものは エントマラーダ（entomatada ）と呼ばれる。

## コスタリカのエンチラーダ
コスタリカのエンチラーダは、パイ生地にスパイスで味付けしたサイコロ状のジャガイモを詰め、タバスコ等のソースをかけたものである。主に午後のコーヒータイムに食べられ、国中ほぼ全てのパン屋で購入できる。鶏肉やミンチを詰めたものもある。